# Тур де л’Од феминин
Тур де л’Од феминин (фр. Tour de l'Aude cycliste féminin) — шоссейная многодневная велогонка, проходившая по территории Франции с 1985 по 2010 год.

## История
Гонка была создана в 1985 году Жаном Тома, проводившим с 1957 года аналогичную мужскую гонку. С 1998 года, после смерти Жана Тома, управление организацией гонки перешло к его дочери Анн-Мари.
Вначале гонка имела наивысшую для женских гонок категорию 2.9.1, а с 2005 года после реорганизации категорий шоссейных гонок получила категорию 2.1. Одно время, наряду с Джиро Донна и Гранд Букль феминин, считалась одной из трёх основных женских туров, аналогом мужских гранд-туров, привлекая лучших велогонщиц со всего мира.
В 2011 году была отменена из-за логистических и финансовых проблем. Организаторы не смогли от этого оправиться и гонка прекратила своё существование как и Гранд Букль годом ранее.
Маршрут гонки проходил в окрестностях департаменте Од. Первоначально он состоял из 4 этапов, но со временем увеличилась до 10 этапов. Общая протяжённость дистанции составляла почти 900 км.
На гонке определялись следующие классификации:
- — генеральная
- — очковая
- — горная
- — молодёжная U23
- — спринтерская
- — победитель этапа[9]
- — командная

## Призёры
| Год  | Победитель          | Второй               | Третий              |
| ---- | ------------------- | -------------------- | ------------------- |
| 1985 | Жанель Паркс        | Дениза Бёртон        | Имельда Кьяппа      |
| 1986 | Филлис Хайнс        | Виржиния Лафарг      | Алла Яковлева       |
| 1987 | Мариа Канинс        | Тамара Полякова      | Жанни Лонго         |
| 1988 | Жанни Лонго         | Мариа Канинс         | Лиза Брамбани       |
| 1989 | Сесиль Оден         | Надежда Кибардина    | Сара Нил            |
| 1990 | Катрин Марсаль      | Леонтин Ван Морсел   | Дениза Келли        |
| 1991 | Леонтин Ван Морсел  | Катрин Марсаль       | Инга Томпсон        |
| 1992 | Джули Янг           | Мария Паола Туркутто | Инга Томпсон        |
| 1993 | Жанни Лонго         | Леонтин Ван Морсел   | Марион Клинье       |
| 1994 | Катрин Марсаль      | Раса Поликевичюте    | Александра Колясева |
| 1995 | Валентина Полханова | Раса Поликевичюте    | Светлана Бубненкова |
| 1996 | Александра Колясева | Светлана Бубненкова  | Катрин Марсаль      |
| 1997 | Линда Джексон       | Светлана Бубненкова  | Хейди Ван де Вейвер |
| 1998 | Фабиана Луперини    | Валентина Полханова  | Катрин Марсаль      |
| 1999 | Лин Бессетт         | Ханка Купфернагель   | Хейди Ван де Вейвер |
| 2000 | Ханка Купфернагель  | Мирьям Мельхерс      | Жеральдина Лёвенгут |
| 2001 | Лин Бессетт         | Юдит Арндт           | Сюзанн Юнгског      |
| 2002 | Юдит Арндт          | Валентина Полханова  | Эдита Пучинскайте   |
| 2003 | Юдит Арндт          | Лин Бессетт          | Сюзанн Юнгског      |
| 2004 | Трикси Воррак       | Юдит Арндт           | Кимберли Болдуин    |
| 2005 | Эмбер Небен         | Трикси Воррак        | Кристин Армстронг   |
| 2006 | Эмбер Небен         | Сюзанн Юнгског       | Трикси Воррак       |
| 2007 | Сюзанн Юнгског      | Трикси Воррак        | Юдит Арндт          |
| 2008 | Сюзанн Юнгског      | Юдит Арндт           | Трикси Воррак       |
| 2009 | Клаудия Хойслер     | Трикси Воррак        | Марианна Вос        |
| 2010 | Эмма Пули           | Мара Эбботт          | Эмма Юханссон       |